# Wanderlust (canção de Björk)
Wanderlust é uma música escrita e gravada pela cantora islandesa Björk. A faixa foi lançada digitalmente como o quarto single de seu sexto álbum de estúdio Volta, em 7 de Abril de 2008, entretanto, o single físico foi lançado em 14 de Abril.
Björk descreveu "Wanderlust" como sendo o coração de Volta, e disse que a canção fala sobre "o estado de olhar para algo e quase saber que você nunca vai encontrá-lo" e que isso a faz ter vontade de seguir por algo novo.

## Lista de Faixas

### 12" Double Heavy Weight Vinyl
1. "Wanderlust" (Matthew Herbert Remix)
2. "Wanderlust" (Mark Stent Mix)
3. "Wanderlust" (Ratatat Remix)
4. "Wanderlust" (Mark Stent Instrumental)

### CD
1. "Wanderlust" (Matthew Herbert Remix)
2. "Wanderlust" (Mark Stent Mix)
3. "Wanderlust" (Ratatat Remix)
4. "Wanderlust" (Mark Stent Instrumental)

### DVD
1. "Wanderlust" (videoclipe com Óculos 3D)

### Digital EP
1. "Wanderlust" (Mark Stent Mix)
2. "Wanderlust" (Matthew Herbit Remix)
3. "Wanderlust" (Ratatat Remix)
4. "Wanderlust" (Mark Stent Instrumental)
5. "Wanderlust" (Music Video)

Em alguns lugares, o videoclipe é exibido com a edição de rádio de "Wanderlust".

## Videoclipe
O videoclipe, dirigido por Isaiah Saxon e Sean Hellfritsch, da Encyclopaedia Pictura em Nova York em 3D estereoscópico, envolve uma mistura de larga escala, acrobacias, miniaturas e CG. Foi coreografado por Chris Elam, diretor artístico do Misnomer Dane, e tem a participação de Brynne Billingsley e Coco Karol. Foi oficialmente lançado no Yahoo! Music em 31 de Março.
No vídeo, um grupo de iaques está bebendo água no banco de um rio. Björk, com traje típico de mongóis antigos, aparece entre eles e cria um rio. Ela começa a "lutar" com uma personagem demoníaca ("painbody"), que tenta fazê-la cair no rio. Finalmente, um deus cria uma cachoeira e Björk cai, entrando na água, onde um par de mãos a pega depois de um vórtex de água ter pego tanto a ela quanto a seu painbody.
O vídeo levou nove meses para ser feito, sendo que a expectativa era de apenas quatro. Os outros cinco meses que extrapolaram foram feitos sem que os trabalhadores no vídeo recebessem. A produção total custou mais de US$ 100.000,00.

## Posições
"Wanderlust" atingiu a 24ª posição na forma digital, e a 8ª posição na Parada Alternativa, ambos pelo US iTunes Chart, dos EUA. O single atingiu o 1° lugar na Espanha, o 18°lugar na Itália, e a posição 67 na França.